# بولدوگ‌آسونی‌فا
بولدوگ‌آسونی‌فا (به مجاری:  Boldogasszonyfa) یک منطقهٔ مسکونی در مجارستان است که در ناحیه سیگت‌وار واقع شده‌است. بولدوگ‌آسونی‌فا ۴۲۷ نفر جمعیت دارد.